# Lethocolea
Lethocolea là một chi rêu trong họ Acrobolbaceae.